# Aviação geral
Aviação geral ("General Aviation" - GA) inclui quaisquer tipos de aviação, que não sejam voos regulares (de linhas aéreas) ou aeronaves militares. Isto inclui desde pequenos aviões de propriedade particular até modernos jatos executivos, helicópteros, balonismo, voos de treinamento (para pilotos iniciantes) e outras atividades aéreas.